# Daisy Platts-Mills
Pour les articles homonymes, voir Platts (homonymie) et Mills.
Daisy Elizabeth Platts-Mills (1868-1956) est une médecin et leader communautaire néo-zélandaise. Elle a été la première femme médecin en pratique privée et a siégé dans de nombreuses organisations communautaires, en particulier celles concernées par la santé et le bien-être des femmes et des enfants.

## Enfance et formation
Platts-Mills est née sous le nom d'Elizabeth Platts à Sandridge, Victoria, Australie en 1868, émigré avec sa famille à Port Chalmers, Nouvelle-Zélande en 1880. Elle a fréquenté le lycée pour filles d'Otago (en) et la faculté de médecine de l'Université d'Otago, où elle a obtenu son diplôme en 1900.

## Carrière
Platts-Mills a déménagé à Wellington en 1901 où elle s'est imposée comme la première femme médecin du pays en pratique privée. En 1912, le King Edward VII Memorial Children's Hospital a ouvert ses portes à l'hôpital de Wellington (en). L'hôpital a annoncé des « femmes médecins » et Platts-Mills et le Dr Agnes Bennett ont été nommées aux postes. Elle a abandonné la pratique privée en 1915 pour devenir la première femme médecin à la Commission de la fonction publique, responsable de la santé et du bien-être des femmes dans la fonction publique,.
En plus de sa carrière médicale, Platts-Mills a siégé à de nombreux conseils d'administration et organisations communautaires, en particulier ceux liés aux femmes et aux enfants : Wellington Hospital and Charitable Aid Board, l'Ambulance Saint-Jean, la Plunket Society, la League of Mothers, la Mothers Union, la Women's National Reserve of New Zealand, la YWCA, la Social Hygiene Society et l'Independent Order of Oddfellows. Elle a travaillé pour l'Ambulance Saint-Jean en tant que chirurgienne divisionnaire de Wellington et a été nommée officier de l'ordre de Saint-Jean. Elle a été la première présidente de la Plunket Society à Wellington,,. Tant la Plunket Society que la Social Hygiene Society ont décidé de prendre des mesures concrètes pour répondre aux besoins sanitaires et sociaux du point de vue de la santé publique et ces groupes se sont tournés vers les femmes médecins pour leurs connaissances professionnelles et leur statut dans leurs relations avec les agences gouvernementales.
Platts-Mills était également très active dans sa banlieue locale de Karori, en particulier au service de la communauté pendant l'épidémie de grippe espagnole de 1918,.
Platts-Mills a pris sa retraite en 1934.

## Vie privée
Platts-Mills a épousé John Fortescue Wright Mills en 1902. Ils eurent deux fils et une fille : E.W. Platts-Mills, John Platts-Mills (en) qui devint un homme politique et avocat du parti travailliste britannique, et Adah Platts-Mills qui était médecin,,.
Elle est décédée à Auckland le 1er août 1956.

## Publications
- Platts-Mills, D. (1917). Social diseases : What women should know about them - and why. Wellington, NZ : Département de la santé publique, Nouvelle-Zélande.
- Platts-Mills, D. (1920). Gifts. Wellington [NZ] : C.M. Banks